# Tejzy
Tejzy (lit. Teizai) − wieś na Litwie, zamieszkana przez 341 ludzi, w rejonie łoździejskim, 12 km od Łoździejów.